# Mudersbach
Mudersbach là một đô thị thuộc huyện Altenkirchen, trong bang Rheinland-Pfalz, phía tây nước Đức. Đô thị Mudersbach có diện tích 9,42 km², dân số thời điểm ngày 31 tháng 12 năm 2006 là 6329 người.